# Asgard (deutsche Band)
Asgard war eine deutsche Heavy-Metal-Band aus Gießen.

## Bandgeschichte
Asgard wurde 1987 unter dem Namen Exray von Tomi Göttlich (E-Bass), Martin Winter (Schlagzeug) und Jörg Gelhaar (Gitarre), drei ehemaligen Mitgliedern der Metalband Iron Breed gegründet. Iron Breed existierte von 1984 bis 1986 und veröffentlichte in dieser Zeit lediglich zwei Songs auf einer Split-EP. Bei einer gemeinsamen Session entstand der erste gemeinsame Song Kings of Steel, noch ohne Sänger. 1989 kam schließlich Olaf Dietzel in die Band.
Sie veröffentlichten unter diesem Namen 1988 und 1989 zwei Demotapes. Die Band machte sich schnell in Gießen und Umgebung einen Namen und spielte Shows vor 200–300 Zuschauern. Schließlich bewarben sie sich um einen Plattenvertrag und kamen zu Ingo Nowotnys Label Metal Enterprises, zu jenem Zeitpunkt noch kein Rechtsrock-Label. Nowotny nahm die Band nur unter Vertrag, wenn sie ihren Namen in Asgard ändern würden, was sie dann auch bereitwillig taten. Ihr Debütalbum spielte die Band innerhalb von drei Tagen ein. Nowotny produzierte das Album selbst. Wie allgemein bei seinen Produktionen wurde wenig Wert auf echte Qualität gelegt und das Album schnell eingespielt, um es dann ohne großen Aufwand auf den Markt zu werfen. Insgesamt wurden 1000 LPs gepresst, die heute als gesuchte Sammlerstücke gelten.
Kurz darauf löste sich die Band erfolglos auf.

## Nach der Auflösung
Tomi Göttlich spielte im Anschluss von 1991 bis 1997 bei Grave Digger und gründete anschließend die Power-Metal-Band Rebellion. Er arbeitet als Lehrer. Martin Winter spielte Schlagzeug bei Squealer, Scene X Dream und Generation Steel. Andreas Püschel ist Gitarrist bei Ascheregen.
2008 wurde das Album über Karthago Records erneut aufgelegt. Labelchef ist Stefan Riermaier, der das Buch Heavy Metal aus Osteuropa herausgab, und ein Fan der Band ist. Die Neuauflage erschien mit den Demotracks als Exray und Iron Breed als Bonus.

## Musikstil
Die Band spielte eine Mischung aus Power und Speed Metal. Das Album litt vor allem unter einer schwachen musikalischen Produktion, gilt aber dennoch als eine der besten Alben auf Metal Enterprises.

## Diskografie

### Als Iron Breed
- 1986: Metal Hour – German Metal Tracks No. 4 (Kompilation, zwei Songs)

### Als Exray
- 1988: First Tapes (Demo)
- 1989: Hungarian Tapes (Demo)

### Als Asgard
- 1991: Dark Horizons (Metal Enterprises, Neuveröffentlichung 2008 über Karthago Records)